# Vigésima Quinta Emenda à Constituição dos Estados Unidos
A Vigésima Quinta Emenda à Constituição dos Estados Unidos trata da sucessão à Presidência, estabelecendo procedimentos para preencher uma vaga ao cargo de Vice-presidente e como responder a incapacidades do Presidente. A emenda substituiu o texto ambíguo do Artigo II, Seção 1, Cláusula 6 da Constituição, que não especifica se o Vice-presidente se torna o Presidente ou Presidente em exercício quando o titular morre, renuncia, é destituído ou não puder exercer os poderes da Presidência.
Antes da aprovação da emenda, nove presidentes passaram por problemas de saúde que o deixaram incapacitados temporariamente. Destes, oito morreram e seus respectivos Vices-presidentes assumiram a Presidência, deixando a Vice-presidência vaga. A Vigésima Quinta Emenda foi proposta pelo Congresso em 6 de julho de 1965, sendo ratificada em 10 de fevereiro de 1967. Desde então, foi invocada seis vezes; a primeira em 1973, para tornar Gerald Ford o vice-presidente, e a última em 2021, quando Kamala Harris tornou-se a presidente em exercício por pouco mais de uma hora.

## Texto
A Vigésima Quinta Emenda estabelece:
Seção 1. Em caso de destituição do Presidente ou de sua morte ou renúncia, o Vice-presidente deve se tornar Presidente.
Seção 2. Sempre que houver vacância no cargo de Vice-presidente, o Presidente nomeará um Vice-presidente que assumirá o cargo após a confirmação por maioria de votos de ambas as Câmaras do Congresso.
Seção 3. Sempre que o Presidente transmite ao Presidente Pro Tempore do Senado e ao Presidente da Câmara dos Representantes a sua declaração escrita de que não pode exercer os poderes e deveres do seu cargo e até que lhes transmita uma declaração escrita em contrário, tais poderes e deveres serão desempenhados pelo Vice-presidente como Presidente em exercício.
Seção 4. Sempre que o Vice-presidente e a maioria dos principais funcionários dos departamentos executivos ou de qualquer outro órgão que o Congresso possa por lei fornecer, transmite ao Presidente Pro Tempore do Senado e ao Presidente da Câmara dos Deputados sua declaração escrita de que o Presidente não pode desempenhar os poderes e deveres de seu cargo, o Vice-presidente deve assumir imediatamente os poderes e deveres do cargo como Presidente em exercício.

Posteriormente, quando o Presidente transmite ao Presidente Pro Tempore do Senado e ao Presidente da Câmara dos Representantes sua declaração escrita de que não existe incapacidade, ele retomará os poderes e deveres de seu cargo a menos que o Vice-presidente e a maioria dos principais funcionários dos departamentos executivos, ou de qualquer outro órgão que o Congresso possa por lei fornecer, transmitir dentro de quatro dias ao Presidente Pro Tempore do Senado e ao Presidente da Câmara dos Representantes a sua declaração escrita de que o Presidente não está em condições de desempenhar os poderes e deveres do seu gabinete. Em seguida, o Congresso decidirá a questão, reunindo-se dentro de quarenta e oito horas para esse fim, se não estiver em sessão. Se o Congresso, dentro de vinte e um dias após o recebimento da última declaração escrita, ou, se o Congresso não estiver em sessão, dentro de vinte e um dias após o Congresso ser obrigado a se reunir, determinar por dois terços de voto de ambas as Câmaras que o Presidente não puder exercer os poderes e deveres do seu cargo, o Vice-presidente continuará a desempenhar as funções de Presidente em exercício; caso contrário, o Presidente retomará os poderes e deveres do seu cargo.

## Exemplos históricos

### Reagan e sua cirurgia
A primeira vez em que a vigésima quinta emenda foi utilizada foi durante o governo do Ronald Reagan no dia 13 de julho de 1985.
O fato ocorreu após o presidente americano ser diagnosticado com pólipos cancerosos de seu cólon. Assim durante oito horas o seu vice-presidente George H. W. Bush assumiu seu lugar até a finalização de sua cirurgia e sua retomada total da consciência.
A cirurgia de Reagan foi bem sucedida e levou três horas, após sua recuperação total dos efeitos da anestesia, Reagan voltou ao poder ainda no mesmo dia.

### Trump e a invasão do Capitólio
Ver também: Invasão do Capitólio dos Estados Unidos em 2021
Após a eleição presidencial de 2020 nos EUA, que deu vitória a Joe Biden, Donald Trump apoiou protestos contra o resultado eleitoral e a ocupação do Capitólio dos Estados Unidos em 6 de janeiro de 2021 durante cerimônia de confirmação de vitória de Biden, levando a pedidos para removê-lo da Presidência com base na Vigésima Quinta Emenda. Até agora, as principais vozes incluem Ted Lieu e Charlie Crist, William Cohen (ex-Secretário de Defesa) e a National Association of Manufacturers (Associação Nacional dos Manufaturados, grupo de interesse que rogou ao Vice Presidente Mike Pence para "seriamente considerar" invocar a Vigésima Quinta Emenda). À noite, alguns dos membros do próprio gabinete de Trump também consideraram a Vigésima Quinta Emenda. Em um artigo para a revista New York, o professor de direito Paul Campos também defendeu usar a Seção 4 para remover Trump "imediatamente" e "pelo bem da nação".